# Dysmachus hiulcus
Dysmachus hiulcus är en tvåvingeart som först beskrevs av Pandelle 1905.  Dysmachus hiulcus ingår i släktet Dysmachus och familjen rovflugor. Inga underarter finns listade i Catalogue of Life.